# Yúliya Beiguelzímer
Yúliya Beiguelzímer (también escrito Yuliya Beygelzimer; en ucraniano: Юлія Марківна Бейгельзимер; Donetsk, RSS de Ucrania; 20 de octubre de 1983) es una exjugadora de tenis profesional de Ucrania
Beiguelzímer ha competido para Ucrania, tanto en los Juegos Olímpicos y la Copa Federación, finalmente alcanzando el Top 100, en el número 83 en septiembre de 2006.
Ella es quizás más conocida por casi superando a Jennifer Capriati en 2004 del Abierto de Francia, lo que lleva 3 juegos a 0 en el último set. A pesar de su partido bien jugado contra Capriati, Beygelzimer nunca ha hecho un WTA individuales semifinal en un torneo. Ella, sin embargo, tuvo éxito con dobles WTA Mervana Jugic-Salkić y Tatiana Poutchek , ganando un título en una ocasión con cada uno.
Beiguelzímer es ganadora de 12 títulos individuales y 34 títulos de dobles.
La mayor victoria de su carrera llegó en Barcelona 2012, venciendo a la n.º 24 Flavia Pennetta en la segunda ronda.

## Títulos WTA (3; 0+3)

### Dobles (3)
| Leyenda: Antes de 2009     | Leyenda: A partir de 2009 |
| -------------------------- | ------------------------- |
| Grand Slam (0)             |                           |
| WTA Tour Championships (0) |                           |
| Tier I (0)                 | Premier Mandatory (0)     |
| Tier II (0)                | Premier 5 (0)             |
| Tier III (0)               | Premier (0)               |
| Tier IV & V (2)            | International (1)         |

| N.º | Fecha                 | Torneos  | Superficie    | Compañer             | Oponentes                               | Resultado        |
| --- | --------------------- | -------- | ------------- | -------------------- | --------------------------------------- | ---------------- |
| 1.  | 12 de octubre de 2003 | Tashkent | Dura          | Tatiana Puchek       | Ting Li Tian-Tian Sun                   | 6-3, 7-6(0)      |
| 2.  | 7 de julio de 2005    | Modena   | Tierra batida | Mervana Jugić-Salkić | Gabriela Navrátilová Michaela Paštiková | 6-2, 6-0         |
| 3.  | 13 de abril de 2014   | Katowice | Dura (i)      | Olga Savchuk         | Klára Koukalová Monica Niculescu        | 6-4, 5-7, [10-7] |

#### Finalista (4)
| N.º | Fecha                    | Torneos      | Superficie    | Compañer            | Oponentes                              | Resultado        |
| --- | ------------------------ | ------------ | ------------- | ------------------- | -------------------------------------- | ---------------- |
| 1.  | 29 de julio de 2001      | Sopot        | Tierra batida | Anastasia Rodionova | Joannette Kruger Francesca Schiavone   | 4-6, 0-6         |
| 2.  | 24 de septiembre de 2006 | Kolkata      | Dura          | Yuliana Fedak       | Liezel Huber Sania Mirza               | 4-6, 0-6         |
| 3.  | 15 de febrero de 2009    | Pattaya City | Dura          | Vitalia Diachenko   | Tamarine Tanasugarn Yaroslava Shvédova | 3-6, 2-6         |
| 4.  | 8 de marzo de 2015       | Kuala Lumpur | Dura          | Olga Savchuk        | Chen Liang Yafan Wang                  | 6-4, 3-6, [4-10] |